# Ель-Сенізо (Техас)
Ель-Сенізо (англ. El Cenizo) — місто (англ. city) в США, в окрузі Вебб штату Техас. Населення — 2540 осіб (2020).

## Географія
Ель-Сенізо розташований за координатами 27°19′54″ пн. ш. 99°30′5″ зх. д. / 27.33167° пн. ш. 99.50139° зх. д. (27.331677, -99.501281).  За даними Бюро перепису населення США в 2010 році місто мало площу 1,37 км², з яких 1,33 км² — суходіл та 0,04 км² — водойми.

## Демографія
Згідно з переписом 2010 року, у місті мешкали 3273 особи в 733 домогосподарствах у складі 654 родин. Густота населення становила 2385 осіб/км².  Було 837 помешкань (610/км²).
Расовий склад населення:
| - 95,3 % — білих - 0,3 % — корінних американців - 4,1 % — осіб інших рас |

До двох чи більше рас належало 0,2 %. Частка іспаномовних становила 99,2 % від усіх жителів.
За віковим діапазоном населення розподілялося таким чином: 40,9 % — особи молодші 18 років, 54,4 % — особи у віці 18—64 років, 4,7 % — особи у віці 65 років та старші. Медіана віку мешканця становила 22,9 року. На 100 осіб жіночої статі у місті припадало 102,0 чоловіків;  на 100 жінок у віці від 18 років та старших — 96,6 чоловіків також старших 18 років.
Середній дохід на одне домашнє господарство  становив 27 516 доларів США (медіана — 20 929), а середній дохід на одну сім'ю — 28 677 доларів (медіана — 23 125). Медіана доходів становила 21 423 долари для чоловіків та 14 901 долар для жінок. За межею бідності перебувало 50,7 % осіб, у тому числі 62,6 % дітей у віці до 18 років та 65,1 % осіб у віці 65 років та старших.
Цивільне працевлаштоване населення становило 970 осіб. Основні галузі зайнятості: будівництво — 18,9 %, освіта, охорона здоров'я та соціальна допомога — 16,2 %, роздрібна торгівля — 14,8 %.